# ニッコロ・カンノーネ
ニッコロ・カンノーネ（Niccolò Cannone、1998年5月17日 - ）は、ユナイテッド・ラグビー・チャンピオンシップ、ベネットン・ラグビーに所属するラグビーユニオン選手。

## プロフィール
- イタリア、フィレンツェ出身[1]。
- ポジションはロック(LO)。
- 身長 195cm、体重 120kg
- 弟のロレンツォもラグビー選手[2]。
- U20イタリア代表に選ばれたことがある[3]。
- イタリア代表キャップは26（2023年2月現在）。

## 略歴
ペトラルカを経て、2020年、ベネットンに加入。 